# Ломске (Радибор)
Ло́мске или Ломск (нем. Lomske; в.-луж. Łomskо файле) — деревня в Верхней Лужице, Германия. Входит в состав коммуны Радибор района Баутцен в земле Саксония. Подчиняется административному округу Дрезден.

## География
Находится примерно в двенадцати километрах на север от Будишина. На северо-востоке от деревни располагается холм Hahnenberg, высотой 199 метров. Первоначально структура деревни имела круговую форму, позже строения распространились на восток. На юго-запад от в сторону деревни Лупой находятся несколько рыбных прудов. В западной части располагается сельскохозяйственное производство.

## История
Впервые упоминается в 1353 году под наименованием Lomcz.
С 1910 по 1936 года деревня входила в состав коммуны Кроста, с 1936 по 1994 года — в состав коммуны Луппа. С 1994 года входит в современную коммуну Радибор.
В настоящее время деревня входит в состав культурно-территориальной автономии «Лужицкая поселенческая область», на территории которой действуют законодательные акты земель Саксонии и Бранденбурга, содействующие сохранению лужицких языков и культуры лужичан.
Исторические немецкие наименования:
- Lomcz ,1353
- Lomischke, Lomsike, Lomyske, 1400
- Lamptzk, 1419
- Lomßk, Lomsigk, 1447
- Lumbske, 1606
- Lumbske, 1692
- Lomske, 1732

## Население
Официальным языком в населённом пункте, помимо немецкого, является также верхнелужицкий язык.
Согласно статистическому сочинению «Dodawki k statisticy a etnografiji łužickich Serbow» Арношта Муки в 1884 году проживало 233 человека (из них — 218 серболужичан (94 %)).
| 1834 | 1871 | 1890 | 1910 | 1925 | 2011 | 2016 |
| ---- | ---- | ---- | ---- | ---- | ---- | ---- |
| 132  | 150  | 145  | 250  | 242  | 190  | 182  |